# Denis Fahey

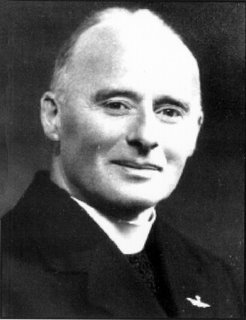
Denis Fahey, vor 1937

Denis Fahey (* 3. Juli 1883 in Golden, County Tipperary; † 21. Januar 1954) war ein irischer katholischer Priester.

## Leben
Fahey besuchte das Rockwell College in Cashel. Im Alter von 17 Jahren trat er den Spiritanern bei. Der Orden sandte ihn 1900 als Novize nach Orly, kurz nachdem das Kabinett Pierre Waldeck-Rousseau infolge der Dreyfus-Affäre eine antiklerikale Kampagne gestartet hatte. Wegen Krankheit kehrte er vorzeitig aus Frankreich zurück, allerdings beeinflusste die Episode seine späteren Schriften zum Verhältnis von Staat und Kirche.
Nach einer Tätigkeit am St. Mary’s College in Dublin studierte Fahey ab 1904 an der Royal University of Ireland und erreichte einen first class honours degree. An der Päpstlichen Universität Gregoriana in Rom setzte er seine Studien fort, bis er 1910 die Priesterweihe empfing. Fahey kehrte nach Irland zurück und wurde 1912 zum Senior Scholasticate des Ordens von Irland in Kimmage ernannt. Später lehrte er Kirchengeschichte und Philosophie in Dublin.

## Werk
Fahey begann Anfang der 1920er Jahre, über meist philosophische Fragen in katholischen Journalen wie dem Irish Ecclesiastical Record zu schreiben.
Anfang der 1930er Jahre beschäftigte er sich mit den Predigten Thomas von Aquins und in der Folge wiederholt mit dem Königtum Christi. Kern seiner Arbeit war sein Glauben an ein göttliches Programm, das Jesus proklamiert und das von den Juden abgelehnt worden war. Geschichte sei „als Akzeptanz oder Ablehnung des Programms unseres Gottes“ zu verstehen. Das mittelalterliche Gilden-System kam demnach diesem am nächsten und seither habe sich die Gesellschaft vom Ideal abgewandt. Die drei Hauptereignisse dabei waren die protestantische Reformation, die Französische Revolution und die Oktoberrevolution, letztere initiiert von Satan. Die größte Herausforderung für die Katholische Kirche sah er in den Kräften des Naturalismus, die verdeckt als Satan oder Dämonen bzw. offen durch Juden oder Freimaurer wirkten.
Kampagnen von Parteien wie der Cumann na nGaedheal begleitete er mit Artikelserien gegen Freimaurerei etwa in John J. O’Kellys Catholic Bulletin, wobei er sich gelegentlich auf das Werk Edward Cahills bezog. Seine Schriften wurden von Adrien Arcand für das französische Kanada übersetzt.
Fahey war der Überzeugung, dass eine jüdisch-freimaurerische Verschwörung gegen das Programm Christi bestand und dass Juden den Kommunismus propagierten, den er als höchste Form des Materialismus vehement ablehnte. Dazu zählte er auch die Irish Republican Army. Im März 1938 imprimierte die Kirche sein Werk Rulers of Russia, in dem er mit einer Namensliste Robert Wiltons die Herrschaftsstruktur in der Sowjetunion darlegte. Das Werk wurde bis 1986 viele Male neu aufgelegt.

## Geldmarktreform
In Money, Manipulation and Social Order (1944) beschäftigt sich Fahey mit ökonomischen Reformen. Er greift darin den Goldstandard des Bretton-Woods-Systems an, das er als Quelle für Staatsverschuldung sieht. Beeinflusst von den Ideen Frederick Soddys, mit dem er in regelmäßigem Austausch stand, forderte er, dass Banken in der Lage sein müssten, alle Kredite mit ihren Geldbeständen zu decken. Einige ökonomische Ideen teilte er mit dem Social-Credit-Gedanken und dem Gildensozialismus.

## Werke
- Mental Prayer According to the Teaching Of Saint Thomas Aquinas. M.H. Gill, Dublin 1927.
- The Kingship of Christ, According to the Principles of St. Thomas Aquinas. Browne & Nolan, Dublin / London 1931.
- mit Auguste Phillippe: The Social Rights of Our Divine Lord Jesus Christ, the King. Browne & Nolan, Dublin 1932.
- The Mystical Body of Christ in the Modern World. Browne & Nolan, Dublin 1935.
- Joseph Le Rohellec, Denis Fahey, Stephen Rigby: Mary, Mother of Divine Grace. Christian Book Club of America, Palmdale, Calif 1937.
- mit G. Joannès: O Women! What You Could Be. Browne and Nolan, Dublin 1937.
- The Rulers of Russia. Dublin, März 1938.
- The Mystical Body of Christ and the Reorganization of Society. Browne and Nolan, Waterford, Ireland 1939.
- The Kingdom of Christ and Organized Naturalism. Forum Press, Wexford, Ireland 1943.
- Money Manipulation and Social Order. Browne and Nolan, Cork 1944.
- The Tragedy of James Connolly. Forum Press, Cork 1947.
- The Rulers of Russia and the Russian Farmers. Maria Regina series, no. 7. Co. Tipperary, Thurles 1948.
- Grand Orient Freemasonry unmasked: as the secret power behind communism through discovery of lost lectures delivered by George F. Dillon. 1950.
- Humanum Genus: Encyclical Letter of His Holiness Pope Leo XIII on Freemasonry. Britons Publishing Society, London 1953.
- The Church and Farming. The Forum Press, Cork 1953.
- The Kingship of Christ and the Conversion of the Jewish Nation. Holy Ghost Missionary College, Dublin 1953.
- Money Manipulation and the Social Order. Regina Publications, Dublin 1974.
- Secret Societies and the Kingship of Christ. Christian Book Club of America, Palmdale, Calif 1994.
- L. Fry, Denis Fahey: Waters Flowing Eastward; The War against the Kingship of Christ. Britons Pub. Co, London 1965.